# Јелово Брдо
Јелово Брдо је насељено мјесто у Босни и Херцеговини, у општини Калесија, које административно припада Федерацији Босне и Херцеговине. Према попису становништва из 2013. у насељу је живјело 489 становника.

## Становништво
| Демографија | Демографија | Демографија |
| Година      | Становника  | Становника  |
| ----------- | ----------- | ----------- |
| 1961.       | 391         |             |
| 1971.       | 443         |             |
| 1981.       | 526         |             |
| 1991.       | 607         |             |
| 2013.       | 489         |             |